# New-Frontiers-Programm

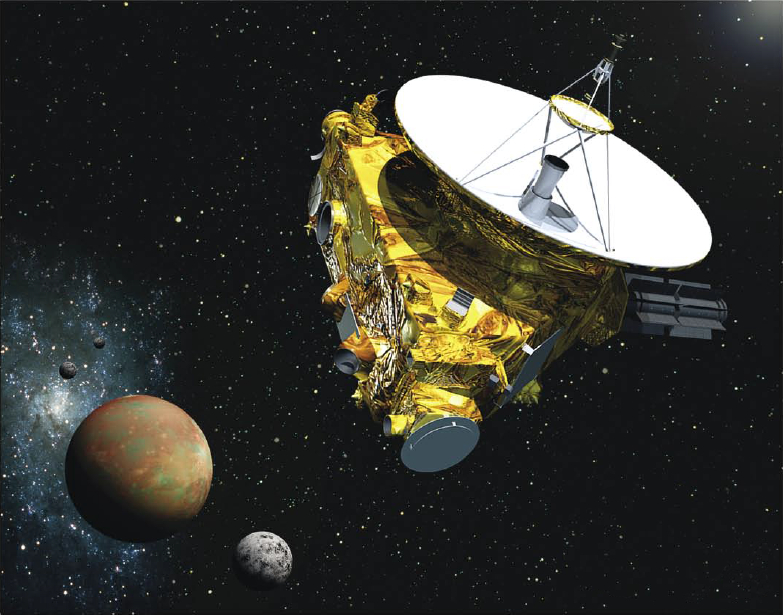
Raumsonde New Horizons

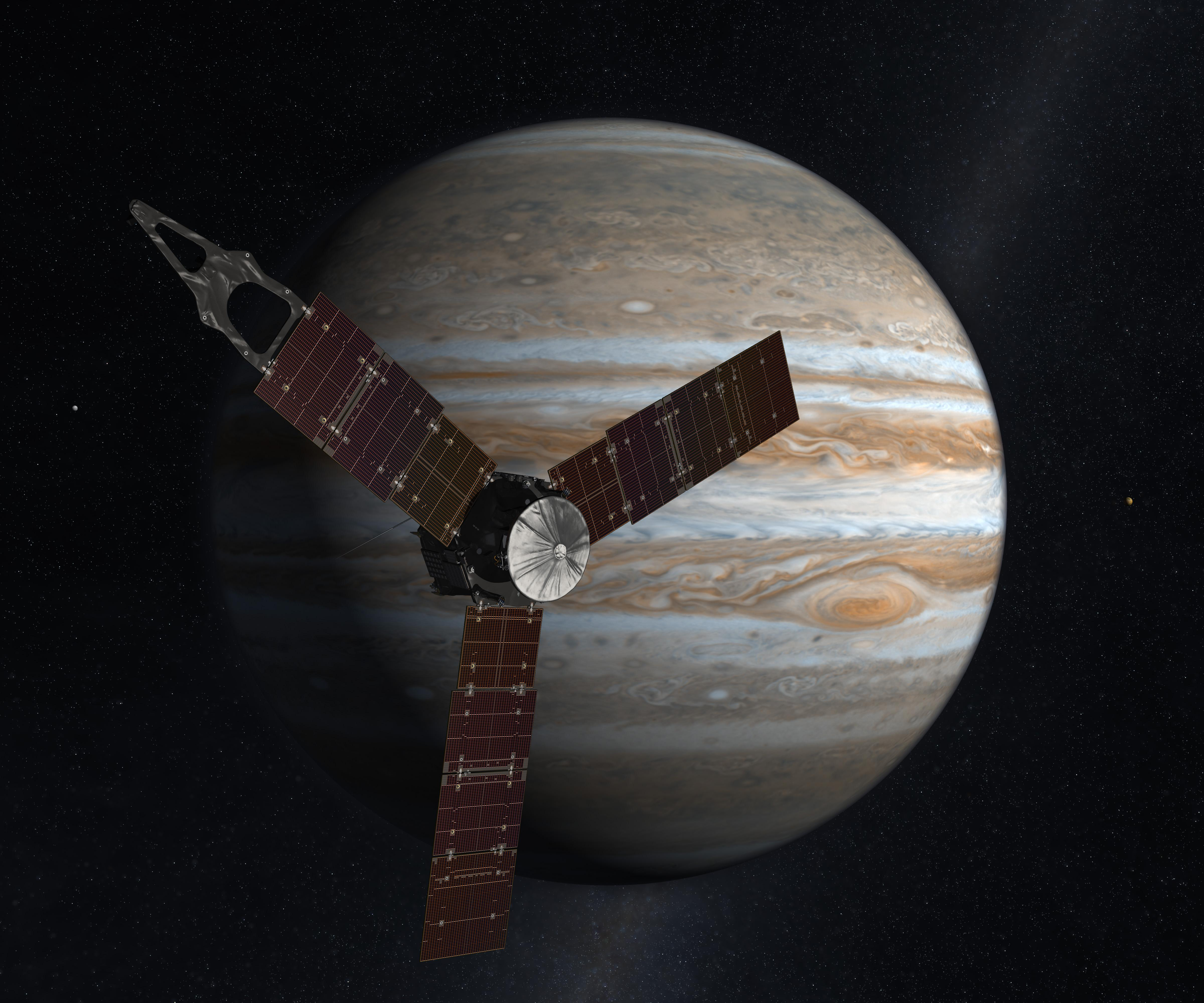
Raumsonde Juno

Das New-Frontiers-Programm ist eines der Programme der NASA zur Erforschung des Sonnensystems durch Raumsonden. Die Projekte dieses Programms werden in der langfristigen Erkundungsstrategie der NASA (bis ca. 2020) als medium-class missions eingeordnet und bilden somit das Bindeglied zwischen den kleineren, einfacheren, kostengünstigen (300–500 Millionen US$) Missionen des Discovery-Programms und den großen, kostenintensiven (800–2800 Millionen US$), komplexen „Flagship“-Missionen.
Die Forschungsstrategie für das New-Frontiers-Programm wurde erstmals – um die Raumsonde New Horizons unterzubringen – 2002 formuliert und 2003 das erste Budget für dieses NASA-Programm aufgestellt. Die Bezeichnung geht zurück auf John F. Kennedy, der die Suche nach „neuen Grenzen“ 1961 in seinem Regierungsprogramm als innenpolitisches Motto propagierte. 
Das New-Frontiers-Programm repräsentiert den Wandel des neuen Weges der NASA. Die NASA will nun einen größeren Schwerpunkt auf die Erforschung des Sonnensystems legen. Es sollen genauere Untersuchungen auf dem Gebiet der Planetologie durchgeführt werden. Die NASA hat die wissenschaftlichen Gemeinschaften in den USA und auf der ganzen Welt eingeladen, sich an dem Programm zu beteiligen. 

## Missionen

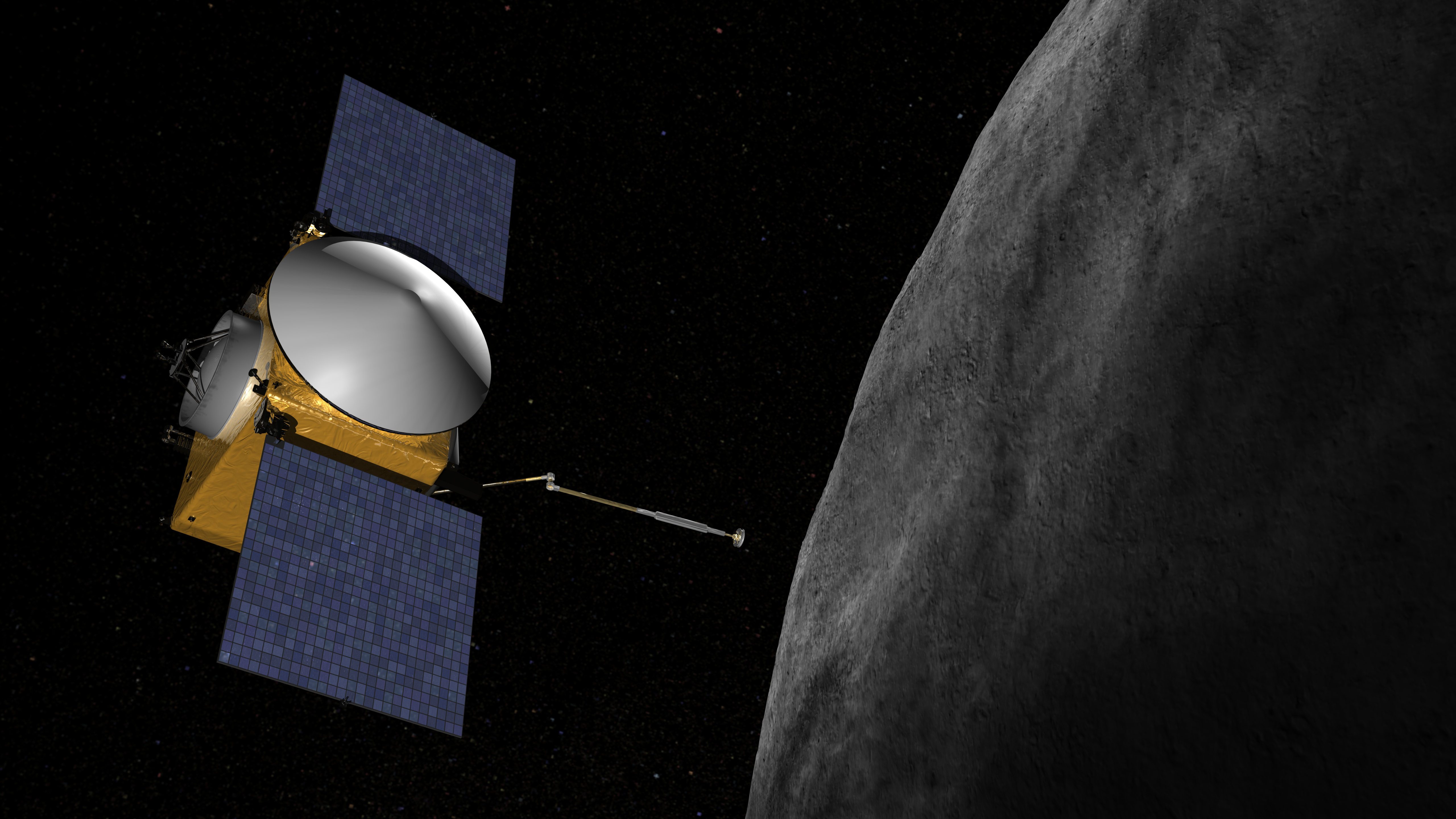
Raumsonde OSIRIS-REx

### Die ersten beiden Missionen New Horizons und Juno
Die erste Sonde, die im Rahmen dieses Programms 2006 gestartet wurde, ist die Pluto-Sonde New Horizons. Als zweite Sonde startete Juno im August 2011 zum Jupiter. 

### Dritte Mission OSIRIS-REx
2008 begann das Auswahlverfahren für die dritte Mission. Im Dezember 2009 gab die NASA drei Finalkandidaten bekannt:
- ein Venus-Lander, der die Atmosphäre und eine Bodenprobe untersuchen soll. Name: Venus In-Situ Explorer (VISE), inzwischen in Surface and Atmosphere Geochemical Explorer (SAGE) umbenannt.
- OSIRIS-REx (Origins Spectral Interpretation Resource Identification Security Regolith Explorer), eine Sonde, die einen Asteroiden untersuchen, auf ihm landen, Gesteinsproben entnehmen und sie zur Erde zurückbringen soll. Ziel ist (101955) Bennu, ein erdnaher Asteroid, der im Jahr 2170 mit einer Wahrscheinlichkeit von 1:1800 die Erde trifft. Er zeichnet sich durch eine sehr kohlenstoffhaltige Oberfläche aus, auf der möglicherweise auch komplexe organische Moleküle vorhanden sind.[3]
- MoonRise, eine Rückführung von Materialproben aus dem Südpol-Aitken-Becken des Erdmondes.[4]

Eine Vorbeiflugsonde zum Saturn wurde nicht in die engere Wahl gezogen. Die drei Finalisten erhielten zunächst zusätzliche Mittel zur detaillierteren Planung. Am 25. Mai 2011 gab die NASA bekannt, dass man sich für die Mission OSIRIS-REx entschieden hat. Im April 2014 genehmigte die NASA das Projekt endgültig. Sie ist am 8. September 2016 gestartet.

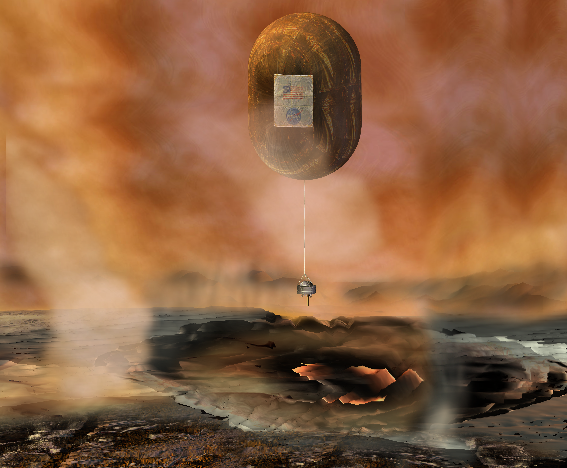
Venus In-Situ Explorer, Konzept eines an einem Ballon hängenden Landers

### Vierte Mission Dragonfly
Die vierte New-Frontiers-Mission wurde unter Bewerbungen für die folgenden Konzepte ausgesucht. Insgesamt wurden 12 Missionskonzepte eingereicht.
- Eine Sample return mission zu einem Kometen.
- Eine Sample return mission zum Südpol-Aitken-Becken des Mondes.
- Eine Sonde, die in die Atmosphäre des Saturn eintritt.
- Eine Sonde zu den Trojanern des Jupiter. (Inzwischen als Teil des Discovery-Programm gestartet, siehe Raumsonde Lucy).
- Ein Venus-Lander, der die Atmosphäre und eine Bodenprobe untersuchen soll (Venus In-Situ Explorer).
- Eine Sonde zu den Saturnmonden Titan und Enceladus.

Im Dezember 2017 wählte die NASA zwei Finalisten aus: CAESAR, eine Probenrückführungsmission zum Kometen 67P/Tschurjumow-Gerassimenko, der bereits von der Sonde Rosetta intensiv erforscht wurde, sowie Dragonfly, einen Dual-Quadrocopter, der die prebiotische Chemie Titans an einer Vielzahl verschiedener Orte untersuchen soll. Im Juni 2019 fiel die Entscheidung für Dragonfly. Die Sonde soll 2027 starten und Mitte der 2030er Titan erreichen.